# Danijel Petković
Pour les articles homonymes, voir Petković.
Danijel Petković (en monténégrin cyrillique : Данијел Петковић), né le 25 mai 1993 à Kotor en Yougoslavie, aujourd'hui au Monténégro, est un footballeur international monténégrin, qui évolue au poste de gardien de but au FK Liepāja.

## Biographie

### Carrière en club
Né à Kotor en Yougoslavie, Danijel Petković rejoint l'équipe des jeunes du FK Bokelj Kotor. Il fait ses débuts professionnels en Druga Liga lors de la saison 2010-2011, où il remporte le championnat. Puis, la saison suivante, il fait ses débuts en Prva Liga, où il dispute 26 rencontres.
En juillet 2014, il rejoint le FK Zeta Golubovci, en Prva Liga. Puis, le 27 juillet 2015, il signe un contrat de deux ans avec le FK Lovćen Cetinje.
Le 29 août 2016, il signe un contrat de trois ans avec le MTK Budapest. Le 27 juillet, il fait ses débuts en Nemzeti Bajnokság I, lors d'une victoire 2-1 contre le Ferencváros TC.
Le 13 juillet 2017, il signe un contrat de trois ans avec le FC Lorient qui évolue alors en Ligue 2, venu pour remplacer Benjamin Lecomte, parti à Montpellier en Ligue 1. Le 29 juillet, il fait ses débuts en Ligue 2, lors d'un match nul de 1-1 contre l'US Quevilly-Rouen.
Il commence la saison 2018-2019 au poste de titulaire mais il peine à s'imposer et commet quelques erreurs dans le jeu ,. Après une défaite contre Brest lors de la onzième journée, l'entraîneur Mickaël Landreau lui préfère finalement le jeune Illan Meslier au poste de titulaire, et ce pour le reste de la saison.
Le 16 juillet 2019, Danijel Petković quitte Lorient et s'engage avec l'Angers SCO pour une durée de trois ans.

### Carrière internationale
Danijel Petković compte sept sélections avec l'équipe du Monténégro depuis 2014,.
Il est convoqué pour la première fois en équipe du Monténégro par le sélectionneur national Branko Brnović, pour un match amical contre l'Iran le 26 mai 2014. Lors de ce match, il entre à la 90e minute de la rencontre, à la place de Mladen Božović. La rencontre se solde par un match nul et vierge (0-0).

## Palmarès
- Avec le Bokelj Kotor
  - Champion du Monténégro de deuxième division en 2011 et 2014

Avec le Monténégro
- Premier groupe 1 Ligue C en Ligue des Nations UEFA en 2020

## Statistiques
| Saison                | Club                  | Championnat           | Championnat | Championnat | Coupe(s) nationale(s) | Coupe(s) nationale(s) | Monténégro | Monténégro | Total | Total |
| Saison                | Club                  | Division              | M.          | B.          | M.                    | B.                    | M.         | B.         | M.    | B.    |
| 2010-2011             | Bokelj Kotor          | Druga CFL             | -           | -           | -                     | -                     | -          | -          | 0     | 0     |
| 2011-2012             | Bokelj Kotor          | Prva CFL              | 26          | 0           | 2                     | 0                     | -          | -          | 28    | 0     |
| 2012-2013             | Bokelj Kotor          | Druga CFL             | -           | -           | 2                     | 0                     | -          | -          | 2     | 0     |
| 2013-2014             | Bokelj Kotor          | Druga CFL             | -           | -           | -                     | -                     | 1          | 0          | 1     | 0     |
| 2014-2015             | Zeta Golubovci        | Prva CFL              | 26          | 0           | 3                     | 0                     | -          | -          | 29    | 0     |
| 2015-2016             | Lovćen Cetinje        | Prva CFL              | 31          | 0           | 3                     | 0                     | -          | -          | 34    | 0     |
| 2016-2017             | Lovćen Cetinje        | Prva CFL              | 5           | 0           | -                     | -                     | -          | -          | 5     | 0     |
| 2016-2017             | MTK Budapest          | NB I                  | 26          | 0           | 2                     | 0                     | 2          | 0          | 30    | 0     |
| 2017-2018             | FC Lorient            | Ligue 2               | 37          | 0           | 7                     | 0                     | 6          | 0          | 50    | 0     |
| 2018-2019             | FC Lorient            | Ligue 2               | 10          | 0           | 2                     | 0                     | 8          | 0          | 20    | 0     |
| 2019-2020             | Angers SCO            | Ligue 1               | 2           | 0           | 4                     | 0                     | 4          | 0          | 10    | 0     |
| 2020-2021             | Angers SCO            | Ligue 1               | -           | -           | -                     | -                     | 2          | 0          | 2     | 0     |
| Total sur la carrière | Total sur la carrière | Total sur la carrière | 163         | 0           | 25                    | 0                     | 23         | 0          | 211   | 0     |